# Kurt Lauterbach
Kurt Lauterbach (Schnett, 2 novembre 1921 – 7 giugno 2010) è stato un allenatore di pallacanestro e dirigente sportivo tedesco.

## Carriera
Ha guidato la Germania Est ai Campionati europei del 1959 e del 1961.